# Gene Chandler
Gene Chandler (né le 6 juillet 1937 à Chicago) est un chanteur américain de soul surnommé « the Duke of Earl ».
De son titre le plus populaire, Duke of Earl en 1962, jusqu'à ses titres disco Get Down, When You're Number 1 et Does She Have a Friend For Me entre 1979 et 1980, Gene Chandler aura eu une carrière très inégale. Mais ce chanteur de Chicago, qui a commencé par le style doo-wop, aura durant sa période de collaboration avec Curtis Mayfield, interprété quelques titres inoubliables.
Avec son titre fétiche Rainbow, ou encore des duos avec Barbara Acklin ou Jerry Butler, Gene Chandler aura réussi à toucher un public très large, devenant ainsi un des plus grands représentants de la soul de Chicago.